# مارتن مالیگن
 مارتن مالیگن (انگلیسی: Martin Mulligan؛ زاده ۱۸ اکتبر ۱۹۴۰) یک تنیس‌باز اهل استرالیا است.